# Edgardo Atheling
Edgardo II d'Inghilterra, detto Ætheling (che in inglese antico indica una persona che avrebbe potuto sedersi sul trono) (Regno d'Ungheria, 1051 – Regno di Scozia, 1126), fu l'ultimo membro maschio della casa reale anglosassone di Cerdic, cioè l'ultimo discendente del Casato del Wessex. Fu Re d'Inghilterra (proclamato, ma mai incoronato), tra settembre/ottobre e dicembre 1066.

## Origine
Fu l'unico figlio maschio di Edoardo l'esiliato (figlio del re d'Inghilterra, Edmondo II detto Ironside ed erede al trono) e della principessa, Agata di Kiev, di cui non si conoscono gli ascendenti.

## Biografia

### Primi anni
Nato in Ungheria, dove si erano trasferiti i suoi genitori, dopo essersi sposati a Kiev, Edgardo fu l'unico figlio maschio di Edoardo l'esiliato e nipote in linea diretta di Edmondo II d'Inghilterra. Dopo la morte di suo padre nel 1057 Edgardo venne nominato erede dal prozio Edoardo il Confessore, e portato alla corte dello zio insieme alle sorelle Margaret (conosciuta come Santa Margherita di Scozia) e Cristina. Ma, alla morte del Re il 5 gennaio 1066 fu considerato troppo giovane per poter salire al trono e soprattutto per difendere l'Inghilterra da due temibili pretendenti:
- il duca di Normandia, Guglielmo II detto il Bastardo che nel 1051, quando Edoardo il Confessore non sapeva che il nipote, Edoardo l'esiliato, era ancora vivo e si era stabilito in Ungheria, aveva ricevuto la promessa dal cugino, Edoardo il Confessore, che se non avesse avuto figli lui (Guglielmo) sarebbe stato l'erede al trono d'Inghilterra.
- il re di Norvegia, Harald III Hardråde pretendente al trono d'Inghilterra per un patto tra il re d'Inghilterra, Canuto II l'Ardito e il re di Norvegia, Magnus I (il predecessore di Harald III sul trono di Norvegia).

Il Witenagemot scelse il cognato di Edoardo, Aroldo Godwinson, potente conte di Wessex e discendente dal re del Wessex, Etelredo I (fratello di Alfredo il Grande che gli succedette come re del Wessex, nell'871), che aveva sempre sperato di succedere a Edoardo il Confessore, che divenne, Aroldo II. Il 25 settembre, a Stamford Bridge (nei pressi di York), Aroldo II sconfisse il re di Norvegia, Harald III, che morì trafitto da una freccia nel collo. Il 14 ottobre 1066 però Aroldo II fu sconfitto dal duca di Normandia, Guglielmo II detto il Bastardo, nella celebre battaglia di Hastings, dove Aroldo II fu colpito in un occhio da una freccia e morì. Edgar venne proclamato Re ma non venne incoronato.

### La successione
La sua nomina a Re fu solo simbolica: un atto compiuto dai nobili in loro difesa, Edgardo ricevette la maggior parte del suo sostegno dall'arcivescovo Stigand di Canterbury, dal clero e da alcuni magnati delle Midlands e del sud del regno, ma l'appoggio dei conti Edwin di Mercia e Morcar di Northumbria, si rivelò solo verbale perché, anziché marciare su Londra, si ritirarono nei loro possedimenti mentre la regina Edith (la vedova di Edoardo il Confessore), sorella di Aroldo II, e la contea di Winchester, appoggiarono l'elezione di Guglielmo che, guadato il Tamigi a Wallingford, passò per Berkhampstead e, arrivato nei pressi della capitale inglese, alla fine di novembre del 1066 non solo non trovò resistenza ma vide i magnati londinesi che, considerata la loro posizione insostenibile ed ogni resistenza inutile, gli andavano incontro per sottomettersi; tra loro il Re Edgardo Aetheling, che gli offriva la corona. Il regno di Edgardo durò circa 6-8 settimane, poi gli succedette Guglielmo il Bastardo che fu incoronato il giorno di Natale.

### Il lungo esilio
Guglielmo trattò bene Edgardo. Vedendone il vantaggio politico, lo tenne sotto la sua protezione e lo portò con sé in Normandia, nel marzo del 1067 Edgardo in compagnia dell'arcivescovo Stigand, Edwin, Morcar e altri nobili accompagnò Guglielmo il Conquistatore che celebrava il suo trionfo, distribuendo tra le chiese normanne il tesoro depredato in Inghilterra. Tuttavia Edgardo si associò alla ribellione dei conti Edwin e Moscar nel 1068 ed una volta libero fuggì, con la famiglia, alla corte di Malcolm III. La sorella Margherita sposò Malcom l'anno seguente e Malcom III divenne il principale sostenitore di Edgardo che voleva riconquistare il trono d'Inghilterra. Si unì alla sua causa il Re Sweyn II di Danimarca, nipote di Canuto, che era sbarcato lungo le rive dell'Humber e che vedeva in Edgardo il legittimo erede del trono inglese. Le loro forze unite invasero l'Inghilterra nel 1069, conquistando York. Guglielmo marciò verso nord. Pagò i danesi perché se ne andassero, sconfisse i danesi rimasti e gli scozzesi, quindi Edgardo si ritirò nuovamente in Scozia presso la sorella.
Guglielmo allora stroncò l'insurrezione del Conte Morcar, che fu imprigionato ed infine devastò lo Yorkshire, bruciando razziando e uccidendo (tanto che vent'anni dopo era ancora una landa desolata e da quel momento venne chiamato the Bastard anche dagli inglesi). Edgardo rimase in Scozia fino al 1072, anno in cui Guglielmo riuscì ad ottenere un trattato di pace con Malcom, i cui termini comprendevano l'esilio di Edgardo.
Nel 1074 Edgardo si riconciliò con Guglielmo senza però abbandonare mai le sue aspirazioni al trono d'Inghilterra. Dopo la morte di Guglielmo, nel 1087, Edgardo sostenne il figlio maschio primogenito di Guglielmo, Roberto II di Normandia, a cui era toccato ducato di Normandia, contro il figlio maschio terzogenito, Guglielmo II Rufus, diventato re d'Inghilterra per il volere di suo padre; nel 1091, dopo che la sollevazione inglese era fallita e Roberto era stato sconfitto anche in Normandia, Edgardo fu nuovamente costretto a rifugiarsi in Scozia. Comunque il rapporto col duca di Normandia rimase buono e, nel 1096, partì per la Terra santa alla Prima Crociata con Roberto, accompagnato dallo zio Oddone di Bayeux, ma, nel 1097, Edgardo aveva già fatto ritorno in Inghilterra in quanto, con l'appoggio delle truppe normanne di Guglielmo II Rufus, aiutò suo nipote, anch'egli di nome, Edgardo, a detronizzare il fratello di Malcolm III, Donald Bane. Re Edgardo fu incoronato e governò la Scozia dal 1097 al 1107

### Gli ultimi viaggi e la vecchiaia
Attorno al 1098 partì per Costantinopoli, ove poté godere della protezione della Guardia variaga dell'impero Bizantino e, secondo Orderico Vitale, portò una flotta in aiuto ai crociati che erano all'assedio di Antiochia. Dopo qualche anno, secondo Guglielmo di Malmesbury gli fu data una flotta anglo-sassone, per sostenere la prima crociata e portare rinforzi ai crociati nel 1102.
Sua nipote Edith (rinominata Matilda) aveva sposato, nel 1100, il nuovo re d'Inghilterra, Enrico I, che così era divenuto nipote acquisito di Edgardo, che però non ebbe alcun incarico di rilievo a corte.
Tornando in Europa dalla Terra santa, Edgardo si schierò ancora col duca di Normandia, Roberto II contro il re d'Inghilterra, il figlio maschio più giovane di Guglielmo il Conquistatore, Enrico I; partecipò alla battaglia di Tinchebray, del 1106, venne fatto prigioniero e al ritorno in Inghilterra, il re Enrico I perdonò Edgardo e lo lasciò vivere nella sua villa estiva dello Hertfordshire.
Si crede che Edgardo abbia viaggiato ancora verso la Scozia in tarda età, forse attorno al 1120. Si hanno notizie su di lui ancora nel 1125, ma morì poco dopo, probabilmente, nel 1126. Si ricorda poco di lui, e da allora venne rinominato il re perduto d'Inghilterra.

## Discendenza
Edgardo Atheling si sposò con Giulia di Scozia e da lei non ebbe alcun figlio.

## Ascendenza
|                          |   |                       | Genitori |  |  | Nonni |  |  | Bisnonni                  |  |  | Trisnonni             |  |
|                          |   |                       |          |  |  |       |  |  | Etelredo II d'Inghilterra |  |  | Edgardo d'Inghilterra |  |
|                          |   |                       |          |  |  |       |  |  | Etelredo II d'Inghilterra |  |  | Edgardo d'Inghilterra |  |
|                          |   | Elfrida d'Inghilterra |          |  |  |       |  |  | Etelredo II d'Inghilterra |  |  |                       |  |
| Edmondo II d'Inghilterra |   |                       |          |  |  |       |  |  | Etelredo II d'Inghilterra |  |  |                       |  |
|                          |   | Aelfgifu di York      | Thored   |  |  |       |  |  |                           |  |  |                       |  |
|                          |   | Aelfgifu di York      | Thored   |  |  |       |  |  |                           |  |  |                       |  |
|                          |   | Aelfgifu di York      | …        |  |  |       |  |  |                           |  |  |                       |  |
| Edoardo l'esiliato       |   | Aelfgifu di York      |          |  |  |       |  |  |                           |  |  |                       |  |
|                          |   | …                     | …        |  |  |       |  |  |                           |  |  |                       |  |
|                          |   | …                     | …        |  |  |       |  |  |                           |  |  |                       |  |
|                          |   | …                     | …        |  |  |       |  |  |                           |  |  |                       |  |
| Ealdgyth                 |   | …                     |          |  |  |       |  |  |                           |  |  |                       |  |
|                          |   | …                     | …        |  |  |       |  |  |                           |  |  |                       |  |
|                          |   | …                     | …        |  |  |       |  |  |                           |  |  |                       |  |
|                          |   | …                     | …        |  |  |       |  |  |                           |  |  |                       |  |
| Edgardo Atheling         |   | …                     |          |  |  |       |  |  |                           |  |  |                       |  |
|                          | … | …                     |          |  |  |       |  |  |                           |  |  |                       |  |
|                          | … | …                     |          |  |  |       |  |  |                           |  |  |                       |  |
|                          | … | …                     |          |  |  |       |  |  |                           |  |  |                       |  |
| …                        | … |                       |          |  |  |       |  |  |                           |  |  |                       |  |
|                          |   | …                     | …        |  |  |       |  |  |                           |  |  |                       |  |
|                          |   | …                     | …        |  |  |       |  |  |                           |  |  |                       |  |
|                          |   | …                     | …        |  |  |       |  |  |                           |  |  |                       |  |
| Agata di Kiev            |   | …                     |          |  |  |       |  |  |                           |  |  |                       |  |
|                          |   | …                     | …        |  |  |       |  |  |                           |  |  |                       |  |
|                          |   | …                     | …        |  |  |       |  |  |                           |  |  |                       |  |
|                          |   | …                     | …        |  |  |       |  |  |                           |  |  |                       |  |
| …                        |   | …                     |          |  |  |       |  |  |                           |  |  |                       |  |
|                          |   | …                     | …        |  |  |       |  |  |                           |  |  |                       |  |
|                          |   | …                     | …        |  |  |       |  |  |                           |  |  |                       |  |
|                          |   | …                     | …        |  |  |       |  |  |                           |  |  |                       |  |
|                          |   | …                     |          |  |  |       |  |  |                           |  |  |                       |  |